# Austroquiloïdeus
Els austroquiloïdeus (Austrochiloidea) són una superfamília d'aranyes araneomorfes. Està constituïda per dues famílies d'aranyes amb vuit ulls:
- Els austroquílids (Austrochilidae).
- Els gradungúlids (Gradungulidae).